# Đồng(II) nitrat
Đồng(II) nitrat, với công thức hóa học Cu(NO3)2, là một hợp chất vô cơ có bề ngoài là một chất rắn tinh thể màu xanh dương. Muối khan của chất này tạo thành các tinh thể lục lam và thăng hoa trong chân không ở nhiệt độ 150–200 ℃. Đồng(II) nitrat cũng xuất hiện trong tự nhiên với 5 dạng ngậm nước khác nhau, những dạng phổ biến nhất là ngậm 3 và 6 phân tử nước. Những chất này thường gặp trong thương mại hơn trong phòng thí nghiệm.

## Hợp chất khác
Cu(NO3)2 cũng có khả năng tạo ra hợp chất với NH3 như các hợp chất tương tự của đồng(II). Các hợp chất này là:
- Cu(NO3)2·2NH3 – bột hoặc tinh thể màu xanh dương;[3]
- Cu(NO3)2·3NH3·2H2O – tinh thể màu xanh dương;[4]
- Cu(NO3)2·4NH3 – tinh thể màu xanh dương (viết tắt: TACN);
- Cu(NO3)2·5NH3 – tinh thể màu xanh dương hoa ngô;[4]
- 4Cu(NO3)2·23NH3 – tinh thể màu xanh sapphire;[5]
- Cu(NO3)2·6NH3 – tinh thể màu dương đậm;[4]
- Cu(NO3)2·7NH3 – tinh thể màu dương.[4]

Phức tetramin phát nổ ở 257 °C (495 °F; 530 K), theo phương trình sau:
{\displaystyle \mathrm {Cu(NO_{3})_{2}\cdot 4NH_{3}\rightarrow Cu+3N_{2}+6H_{2}O} }

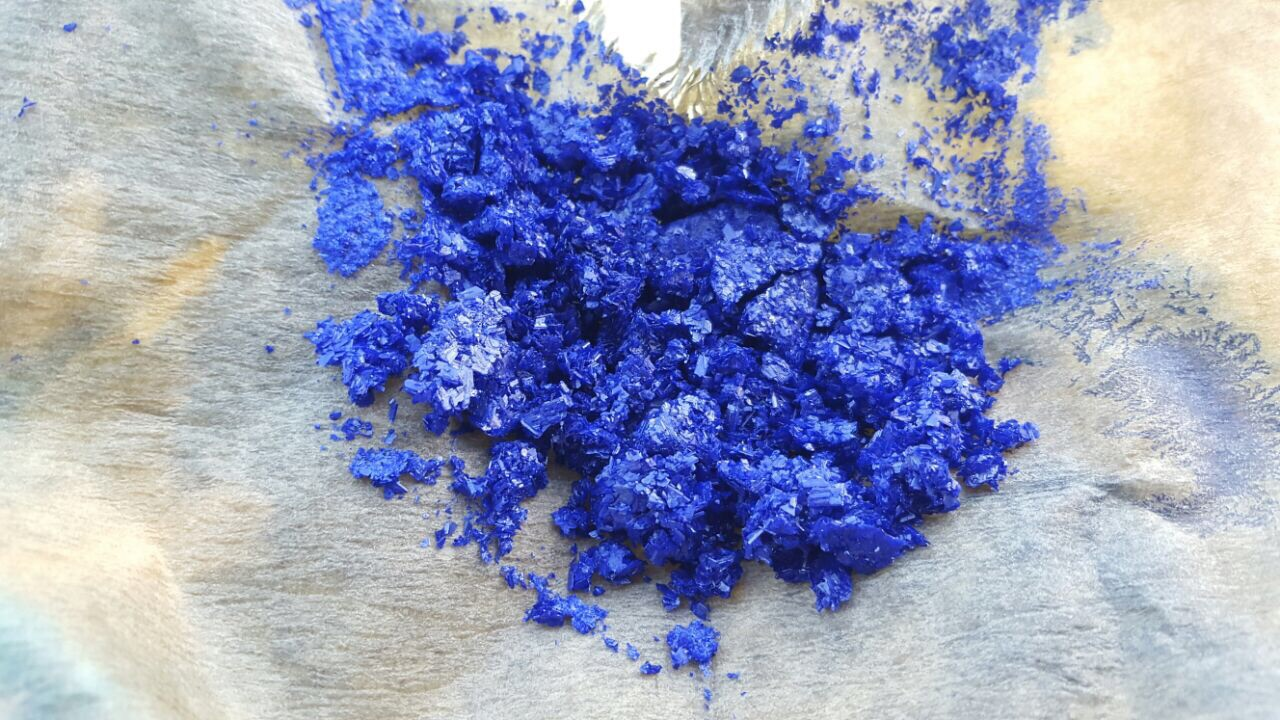
Mẫu đồng(II) nitrat tetramin ẩm

Với N2H4, phức dễ nổ màu lục lam Cu(NO3)2·2N2H4 sẽ được hình thành.
Với NH2OH, nó tạo Cu(NO3)2·4NH2OH là tinh thể lớn, hình vuông màu tím đen.
Với CO(NH2)2, nó có thể tạo ra:
- Cu(NO3)2·3CO(NH2)2.3H2O – chất rắn dương nhạt, D = 1,62 g/cm³;
- Cu(NO3)2·4CO(NH2)2 – chất rắn dương, D = 1,91 g/cm³.[9]
- Cu(NO3)2·6CO(NH2)2 – tinh thể màu xanh lam nhạt.[10]

Với CON3H5, nó tạo Cu(NO3)2·2CON3H5 – chất rắn dương, D = 2,14 g/cm³.
Với CS(NH2)2, nó có thể tạo ra Cu(NO3)2·2CS(NH2)2 – tinh thể nâu đen, tan trong nước tạo dung dịch màu dương đen.
Với CSN3H5, nó tạo Cu(NO3)2·2CSN3H5 – tinh thể nâu.
Với CSeN3H5, nó tạo Cu(NO3)2·2CSeN3H5 – tinh thể nâu đen, ít tan trong nước, cồn, aceton, clorofom, đioxan, không tan trong ete.